# Bipinnaria

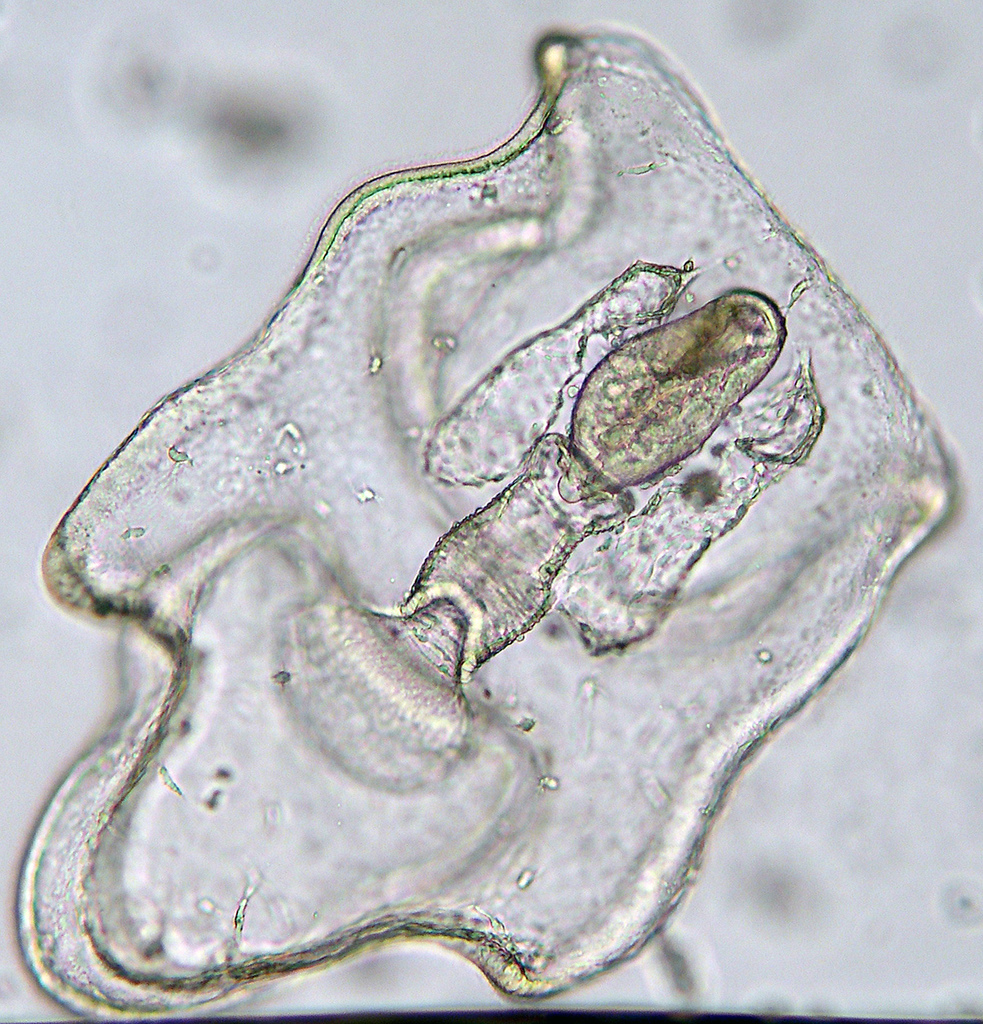
Larve Bipinnaria.

Bipinnaria est le premier stade du développement larvaire de la classe Asteroidea. 
Cette étape est suivi par le stade brachiolaria. Les mouvements et la nutrition sont réalisés grâce à des cils.

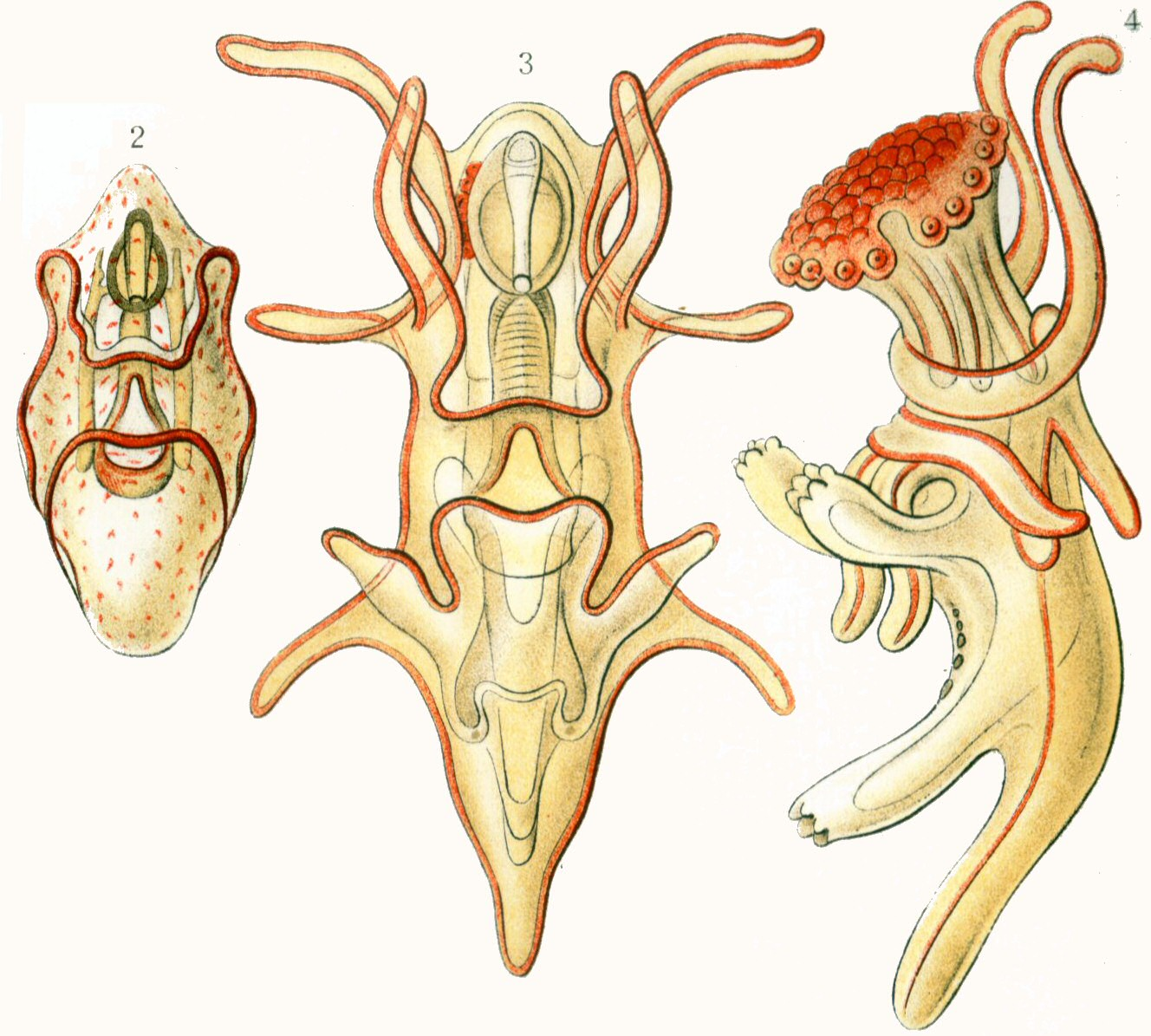
Les trois stades larvaires des étoiles de mer : scaphularia, bipinnaria, brachiolaria.